# فوميو إيمامورا
فوميو إيمامورا (باليابانية: 今村文男؛ بالكانا: いまむら ふみお) هو منافس ألعاب قوى ياباني، ولد في 5 نوفمبر 1966 في كاشيوا في اليابان.

## وصلات خارجية
- فوميو إيمامورا على موقع الاتحاد الدولي لألعاب القوى (الإنجليزية)
- فوميو إيمامورا على موقع أوليمبيديا (الإنجليزية)